# Karin Neugebauer
Karin Neugebauer (1955) es una deportista de la RDA que compitió en natación. Ganó una medalla de oro en el Campeonato Europeo de Natación de 1970 en la prueba de 800 m libre.

## Palmarés internacional
| Campeonato Europeo | Campeonato Europeo | Campeonato Europeo | Campeonato Europeo |
| Año                | Lugar              | Medalla            | Prueba             |
| ------------------ | ------------------ | ------------------ | ------------------ |
| 1970               | Barcelona (España) | Medalla de oro     | 800 m libre        |